# アルチョム・フィリポシャン
アルチョム・フィリポシャン (ラテン文字:Artyom Filiposyan、ウズベク語: Artyom Filiposyan / Артём Филипосян、1988年1月6日 - ) は、アルメニアをルーツに持つウズベキスタンのプロサッカー選手である。現在はタイ・リーグのプラチュワップFCでプレーしている。ポジションはDF。

## キャリア
彼はマシュアル・ムバレクでプロサッカー選手としてのキャリアを開始した。2シーズンをマシュアルでプレーした後ナサフ・カルシへと移籍し3シーズンプレーした。2011年、フィリポシャンはクラブのAFCカップ優勝、ウズベク・リーグ、ウズベキスタン・カップでの準優勝に貢献した。
2011年12月14日、フィリポシャンはFCブニョドコルに移籍した。

## ウズベキスタン代表
フィリポシャンは2014 FIFAワールドカップ・アジア予選では3試合に出場している。

## 獲得タイトル

### クラブ
ナサフ・カルシ
- AFCカップ 優勝: 2011

ブニョドコル
- ウズベク・リーグ 優勝 (1): 2013
- ウズベキスタン・カップ 優勝 (2): 2012, 2013

ロコモティフ・タシュケント
- ウズベキスタン・カップ 優勝 (1): 2014

## 統計
| クラブ               | シーズン | 出場 | ゴール |
| -------------------- | -------- | ---- | ------ |
| マシュアル・ムバレク | 2006     | 6    | 0      |
| マシュアル・ムバレク | 2007     | 8    | 0      |
| マシュアル・ムバレク | 2008     | 30   | 1      |
|                      | 合計     | 44   | 1      |
| ナサフ・カルシ       | 2009     | 27   | 2      |
| ナサフ・カルシ       | 2010     | 23   | 1      |
| ナサフ・カルシ       | 2011     | 12   | 0      |
|                      | 合計     | 62   | 3      |
| FCブニョドコル       | 2012     | 19   | 1      |
| FCブニョドコル       | 2013     | 19   | 0      |
|                      | 合計     | 38   | 1      |